# 潘金森特 (亞利桑那州)
潘金森特（英語：Punkin Center）是位於美國亞利桑那州希拉縣的一個非建制地區。該地的面積和人口皆未知。

## 地理
潘金森特的座標為33°52′20″N 111°18′47″W / 33.87222°N 111.31306°W，而該地的平均海拔高度為713米（即2340英尺）。